# Liten ägglav
Liten ägglav (Candelariella aurella) är en lavart som först beskrevs av Franz Georg Hoffmann, och fick sitt nu gällande namn av Alexander Zahlbruckner. Liten ägglav ingår i släktet Candelariella och familjen Candelariaceae.  Arten är reproducerande i Sverige. Inga underarter finns listade i Catalogue of Life.